# Daniel Ouezzin Coulibaly
Daniel Ouezzin Coulibaly (1 de julio de 1909 – 7 de septiembre de 1958) fue el presidente de consejo de gobierno de la colonia francesa del Alto Volta (actual Burkina Faso), desde el 17 de mayo de 1957, hasta su muerte el 7 de septiembre de 1958 en París. Nativo de Pouy, actual Provincia de Banwa, Coulibaly también ejerció en la Asamblea Nacional Francesa de 1946 a 1951 y de 1956 a 1958, así como en el Senado francés de 1953 a 1956.
Su esposa fue Célestine Ouezzin Coulibaly (1914-).